# Protothaca laciniata
Protothaca laciniata är en musselart som först beskrevs av Carpenter 1864.  Protothaca laciniata ingår i släktet Protothaca och familjen venusmusslor. Inga underarter finns listade i Catalogue of Life.